# Jan Stefańczak
Jan Stefańczak (ur. 8 maja 1918 w Warszawie, zm. 11 marca 1990 tamże) – oficer aparatu bezpieczeństwa PRL i Milicji Obywatelskiej.

## Życiorys
Syn Jana i Adeli. Przed wojną uczęszczał do szkoły handlowej i działał w KZMP. 1 grudnia 1944 został kierownikiem Sekcji 7 PUBP w Ostrowi Mazowieckiej, a od czerwca 1945 szefem tego urzędu. Od 31 maja 1946 był zastępcą naczelnika, a od 1 listopada 1946 naczelnikiem Wydziału IV WUBP w Warszawie. W kwietniu 1948 został przeniesiony do centrali MBP jako zastępca naczelnika, następnie naczelnik Wydziału VIII Departamentu IV MBP. Od 12 listopada 1952 do 1 września 1956 był zastępcą szefa WUBP/WUdsBP w Katowicach/Stalinogrodzie. W latach 1955–1956 był słuchaczem Kursu Specjalnego KdsBP, po jego ukończeniu został wicedyrektorem Departamentu V tego Komitetu (1956-1957). Od początku 1957 był zastępcą komendanta wojewódzkiego Milicji Obywatelskiej ds. SB w Warszawie, a od 1 lutego 1958 zajmował analogiczne stanowisko w Gdańsku. Służbę zakończył w 1963.

## Odznaczenia
- Srebrny Medal „Zasłużonym na Polu Chwały”
- Srebrny Krzyż Zasługi
- Srebrny Krzyż Zasługi (po raz drugi)
- Złoty Krzyż Zasługi
- Krzyż Walecznych
- Medal 10-lecia Polski Ludowej
- Krzyż Kawalerski Orderu Odrodzenia Polski
- Odznaka „10 Lat w Służbie Narodu”